# Scaeochlamys
Scaeochlamys is een geslacht van tweekleppigen uit de  familie van de Pectinidae (mantelschelpen). 

## Soorten
- Scaeochlamys lemniscata (Reeve, 1853)
- Scaeochlamys livida (Lamarck, 1819)
- Scaeochlamys squamata (Gmelin, 1791)
- Scaeochlamys squamea Dijkstra & Maestrati, 2009